# 허리케인 하이스트
《허리케인 하이스트》(영어: The Hurricane Heist)은 2018년 개봉한 미국의 액션 스릴러 영화이다.

## 줄거리
최악의 허리케인의 급습으로 대피령이 내려진 텅 빈 도시에 미 연방 재무부 금고를 노리는 범죄 조직이 나타난다. 이들은 태풍의 눈을 이용한 범죄 계획을 세운다.
범죄 조직에게 인질로 잡힌 형을 구해야 하는 천재 기상학자 ‘윌(토비 켑벨 분)’과 금고 속에 남겨진 6,500억 원을 지켜야 하는 재무부 특수 요원 ‘케이시(매기 그레이스 분)’는 돈과 생존을 둘러싼 사투를 시작한다.

## 출연진

### 주연
- 토비 켑벨 - 윌 역
- 매기 그레이스 - 케이시 역
- 라이언 콴튼 - 브리즈 역

### 조연
- 랄프 이네슨 - 퍼킨즈 역
- 멜리사 볼로나 - 사샤 역
- 벤 크로스 - 딕슨 역
- 스튜어트 맥쿼리 - 나일스 역
- 크리스찬 콘트레라스 - 모레노 역
- 마크 리노 스미스 - 볼드윈 의원 역
- 패트릭 매컬리 - 어린 브리즈 역
- 에드 버치 - 프리어스 역
- 브룩 존스턴 - 다이아몬드 의원 역